# South Atlantic League
South Atlantic League (SAL), ofta kallad Sally League, är en professionell basebolliga. Den är en farmarliga till Major League Baseball (MLB), på den tredje högsta nivån (High-A) inom Minor League Baseball (MiLB).
Ligan består av tolv klubbar, vilka med något undantag ligger vid USA:s östkust, trots ligans namn så långt norrut som delstaten New York.
De mest framgångsrika klubbarna genom tiderna är Greenwood Braves och Spartanburg Phillies med vardera sex ligatitlar.

## Historia
Ligan grundades den 29 juni 1959, och nästföljande år spelades den första säsongen. Då hette ligan Western Carolina League och bestod av åtta klubbar, vilka var från Gastonia, Hickory, Lexington, Newton-Conover, Rutherford County, Salisbury, Shelby och Statesville i North Carolina. Drivande i grundandet av ligan var John Henry Moss, som kom att vara ligans chef i nästan 50 år, ända till 2007. Redan första säsongen arrangerade ligan en all star-match. Ligan klassades från början på nivå D. Under den andra säsongen minskade antalet klubbar i ligan till sex och året efter det till bara fyra.
Inför 1963 års säsong genomgick ligan en minimal namnändring till Western Carolinas League när tre klubbar från South Carolina tillkom. Ligan hade då återigen åtta klubbar. Samma år omorganiserades MiLB och ligan uppgraderades till nivå A, den tredje högsta nivån. Mot slutet av 1960-talet krympte ligan till sex klubbar och under ett par säsonger i mitten av 1970-talet fanns det bara fyra klubbar i ligan. Under den ena av de säsongerna var den totala publiksiffran under 100 000 åskådare.
Efter denna bottennivå började ligan blomstra och utökades till åtta klubbar 1980. Samma år bytte ligan namn till South Atlantic League, ett namn som inte hade varit i bruk sedan 1963 då en annan liga slutade att använda det namnet. Den totala publiksiffran hade vid det laget stigit till över 650 000 åskådare. Redan nästföljande säsong tillkom två klubbar och 1987 ytterligare två, så att antalet var uppe i tolv. Säsongen efter det drog ligan för första gången över en miljon åskådare totalt.
När den nya tredje högsta nivån inom MiLB, A-Advanced, infördes 1990 var South Atlantic League inte en av ligorna som fick denna klassifikation, utan ligan blev kvar på nivå A, som därefter var den fjärde högsta nivån. 1991 utökades ligan ytterligare, till 14 klubbar, och tio år senare var man uppe i 16 klubbar. Åskådarantalet översteg två miljoner för första gången 1997 och tre miljoner för första gången 2003. Kulmen nåddes 2007 med totalt 3 862 077 åskådare. 2010 minskades antalet klubbar till 14 när två klubbar flyttades över till Midwest League.
Hela 2020 års säsong av MiLB, inklusive South Atlantic League, ställdes in på grund av covid-19-pandemin. I februari 2021 genomförde MLB en stor omorganisation av MiLB som bland annat innebar att de gamla liganamnen ersattes av nya. För South Atlantic Leagues del innebar omorganisationen att ligan flyttades upp en nivå till den nya nivån High-A, fick namnet High-A East och minskades från 14 klubbar till tolv. Av de 14 klubbar som fanns i ligan före omorganisationen fick sex vara kvar och dessutom tillkom tre från New York-Penn League (Short-Season A), två från Carolina League (A-Advanced) och en från Midwest League (A). Av de andra åtta klubbarna flyttades fem över till Carolina League (med det tillfälliga namnet Low-A East) och tre fick inte plats i någon liga inom MiLB. Av de sistnämnda klubbarna gick två över till Atlantic League (independent league) och en lades ned. Efter att ha haft namnet High-A East 2021 återfick ligan namnet South Atlantic League 2022 efter det att MLB förvärvat rättigheterna till de gamla liganamnen.

## Klubbar
South Atlantic League består av tolv klubbar, som är indelade i två divisioner:
| Klubb                   | Stad                    | Moderklubb            |
| North Division          | North Division          | North Division        |
| ----------------------- | ----------------------- | --------------------- |
| Aberdeen Ironbirds      | Aberdeen, MD            | Baltimore Orioles     |
| Brooklyn Cyclones       | New York (Brooklyn), NY | New York Mets         |
| Greensboro Grasshoppers | Greensboro, NC          | Pittsburgh Pirates    |
| Hudson Valley Renegades | Fishkill, NY            | New York Yankees      |
| Jersey Shore Blueclaws  | Lakewood, NJ            | Philadelphia Phillies |
| Wilmington Blue Rocks   | Wilmington, DE          | Washington Nationals  |
| South Division          |                         |                       |
| Asheville Tourists      | Asheville, NC           | Houston Astros        |
| Bowling Green Hot Rods  | Bowling Green, KY       | Tampa Bay Rays        |
| Greenville Drive        | Greenville, SC          | Boston Red Sox        |
| Hickory Crawdads        | Hickory, NC             | Texas Rangers         |
| Rome Braves             | Rome, GA                | Atlanta Braves        |
| Winston-Salem Dash      | Winston-Salem, NC       | Chicago White Sox     |

## Spelformat
Grundserien består av 132 matcher och varar från början av april till mitten av september. Matchserierna består oftast av sex matcher som spelas tisdagar till söndagar med speluppehåll på måndagar. Klubbarna spelar oftare mot klubbarna i samma division än mot klubbarna i den andra divisionen.
Grundserien är indelad i två halvor och till slutspel går vinnarna i båda divisionerna i båda halvorna, alltså totalt fyra klubbar. Om samma klubb vinner båda halvorna går från den divisionen den klubb till slutspel som var näst bäst sett över hela säsongen. I semifinalerna möts de två klubbarna från samma division i ett bäst-av-tre-format och även finalen spelas i detta format.

## Hall of fame

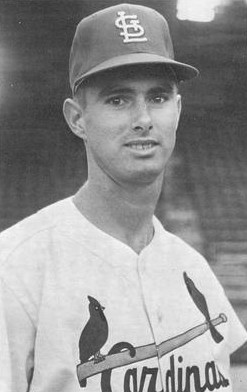
Steve Carlton valdes in i South Atlantic Leagues hall of fame 1994.

South Atlantic League har en egen hall of fame, vars första medlemmar valdes in 1994.
Till och med 2018 har totalt 114 personer valts in i ligans hall of fame. Av dessa har 21 till och med 2022 även valts in i National Baseball Hall of Fame:
- Hank Aaron
- Walter Alston
- Sparky Anderson
- Steve Carlton
- Happy Chandler
- Ty Cobb
- Bob Gibson
- Goose Goslin
- Chipper Jones
- Harmon Killebrew
- Tommy Lasorda
- Al López
- Eddie Murray
- Phil Niekro
- Branch Rickey
- Frank Robinson
- Nolan Ryan
- Ryne Sandberg
- Enos Slaughter
- Willie Stargell
- Hoyt Wilhelm